# Ricky Harris (Moderator)

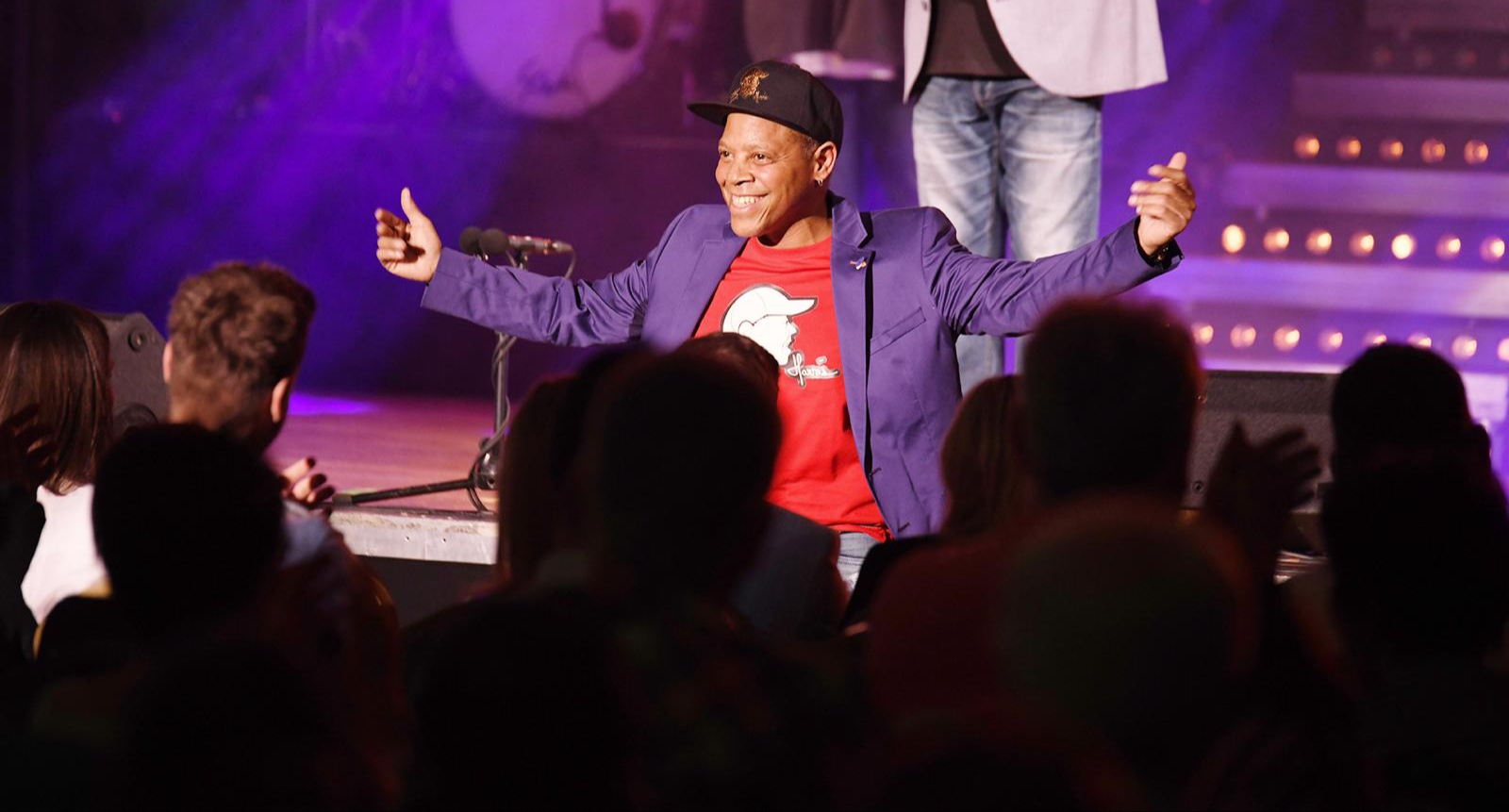
Ricky Harris

Ricky Harris (* 10. Juni 1962 in Detroit, Michigan) ist ein überwiegend in Deutschland arbeitender US-amerikanischer Moderator und Schauspieler. Er ist der Vater von Popsänger und Songwriter Malik.

## Leben
Nach dem Highschool-Abschluss im Jahr 1980 studierte Harris bis 1984 Telecommunications and Broadcasting. Dieses schloss er mit dem Bachelor of Arts ab. Mitte der 1980er Jahre ging Harris nach Deutschland und arbeitete für verschiedene Unternehmen, vornehmlich aus der Unterhaltungsbranche. So war er als Assistent der Firmenleitung und als Marketingleiter bei Bang & Olufsen tätig.
Mitte der 1990er Jahre begann er seine Fernsehkarriere als Verkäufer beim Shoppingsender H.O.T. Von 1999 bis 2000 moderierte er auf Sat.1 seine eigene Talkshow namens Ricky! Danach erhielt Harris verschiedene weitere Fernseh-Engagements. Unter anderem arbeitete er zusammen mit Horst Fuchs und wirkte mit ihm in seinen Werbesendungen mit. Charakteristisch war dabei immer sein starker US-amerikanischer Akzent.
Im Jahr 1997 wurde sein Sohn Malik geboren, welcher später als Vertreter Deutschlands beim Eurovision Song Contest 2022 bekannt wurde.
Harris war jahrelang beratend beim privaten Radiosender Muzak tätig. 2005 nahm er als Kandidat an der Reality-Show Die Burg teil. Kurz nach der Teilnahme musste er sich aufgrund gesundheitlicher Probleme zurückziehen.
Ricky Harris litt seit Jahren an der chronischen, vermutlich autoimmunbedingten Nierenerkrankung FSGS. Das weitere Fortschreiten der Erkrankung konnte durch die Transplantation einer Spenderniere aufgehalten werden. Seine ein Jahr ältere, in den USA lebende Schwester Robin stellte eine Spenderniere bereit. Es folgten weitere monatelange Behandlungen. Zudem erfolgte in dieser Zeit auch die Trennung von seiner Ehefrau, mit der Harris drei Kinder hat.
Im April 2009 wurde Harris in einer Ausgabe der VOX-Sendung Das perfekte Promi-Dinner zum Sieger gekürt und spendete den Erlös für gemeinnützige Zwecke seiner Wahlheimat Landsberg am Lech.
Von 2008 bis 2013 arbeitete Harris als Rettungsschwimmer in einer Therme im bayerischen Bad Wörishofen. Seit Oktober 2014 ist er als Moderator beim Teleshopping-Sender 123tv tätig. Zudem arbeitet er als Betreuer in der Offenen Ganztagsschule am Gymnasium Buchloe im Ostallgäu.
Ricky Harris ist leidenschaftlicher Musiker und spielt seit seiner Kindheit die verschiedensten Instrumente, unter anderem Violoncello, Klavier und Schlagzeug.
Im Januar 2016 nahm er an der zehnten Staffel der RTL-Show Ich bin ein Star – Holt mich hier raus! teil und belegte den achten Platz. Im März 2016 nahm er daraufhin beim Dschungelspezial des Perfekten Promi-Dinners teil. Im April 2016 beteiligte er sich an Der großen ProSieben-Völkerball-Meisterschaft 2016.

## Diskografie
- 2017: Totale Eskalation
- 2018: Ich schenk dir ein Einhorn